# Route nationale 85 (France)
Route Napoléon
Pour les articles homonymes, voir N85 et Route Napoléon.
La route nationale 85, ou RN 85, est une route nationale française reliant en 2023 Le Pont-de-Claix sur l'autoroute A480 à La Saulce via Gap et Aubignosc à Barrême via Digne-les-Bains.
Par le passé, elle commençait à Bourgoin-Jallieu, en se détachant de la RN 6, pour se terminer sur la Côte d'Azur, d'abord à Cagnes-sur-Mer, puis à Golfe-Juan.
Entre Grenoble et Vallauris (près de Cannes), elle suit une partie du trajet qu'emprunta Napoléon Ier à son retour de l'île d'Elbe, au début des Cent-Jours. La RN 85 constitue une partie de la route Napoléon.

## Histoire

### Construction
La construction de la partie traversant les préalpes de Digne et de Castellane est entamée à la fin de l'Ancien Régime. La clue de Chabrières est atteinte en 1778.

### XIXesiècle

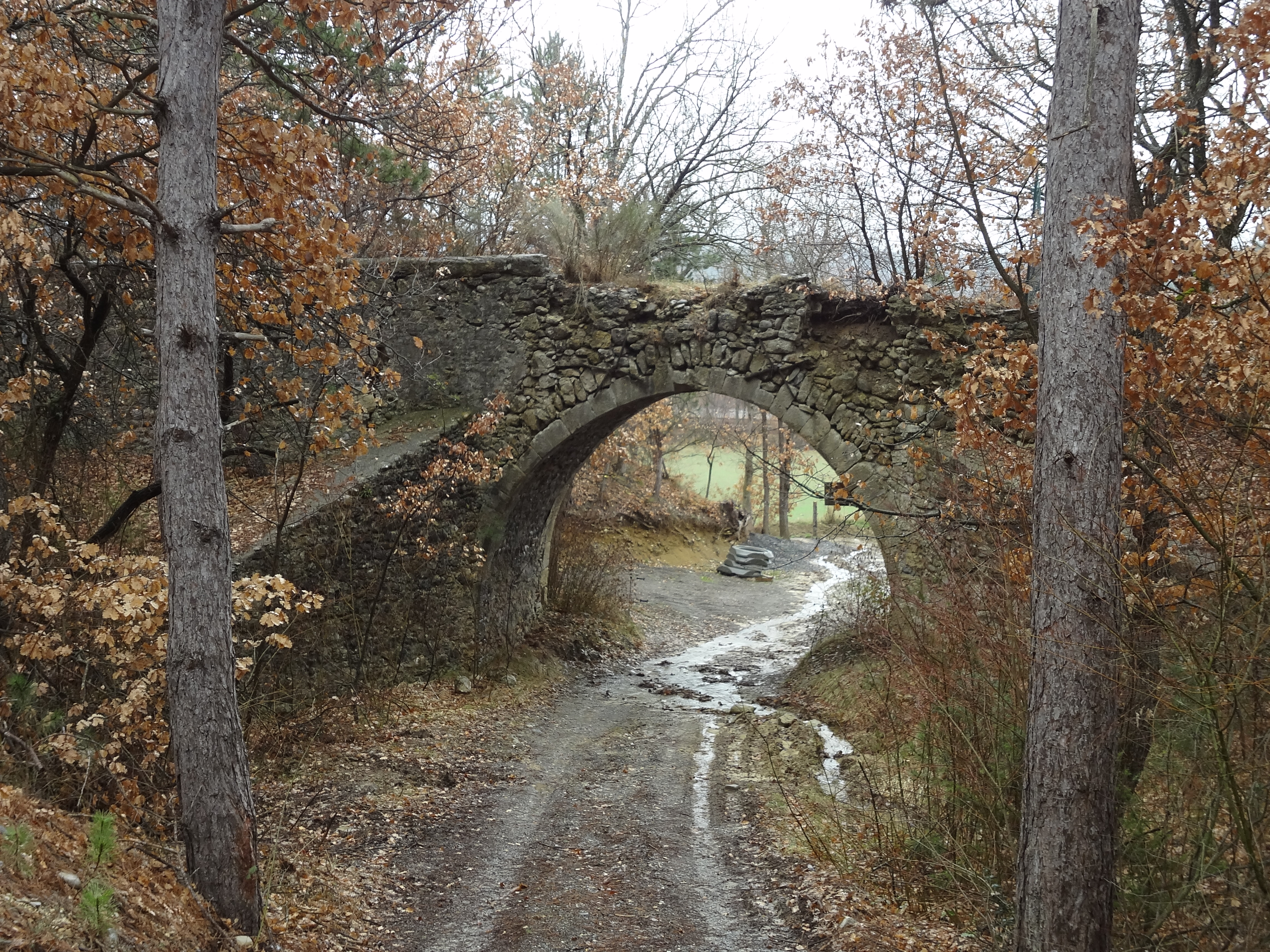
Pont de la route Napoléon, sur un petit ravin des Alpes-de-Haute-Provence, à Aiglun.

Après avoir débarqué le 1er mars 1815 à Vallauris dans le golfe Juan, avec une petite armée de 1 200 hommes, Napoléon Ier prend la direction de Grasse pour rejoindre les Alpes par la vallée de la Durance. Lorsqu'il emprunte cette route, elle est dans un état très inégal selon les secteurs. Entre Grasse et Digne, elle n'est pas encore construite, et l'empereur doit passer par des sentiers muletiers.
En 1824, la route nationale 85 est définie « de Lyon à Antibes par Grenoble et Gap ». D'une longueur de 295,123 km, elle traversait quatre départements dont la répartition par longueur était la suivante :
- 131,541 km dans l'Isère (via « Bourgoin, Champier, Moiran, Voreppe, Grenoble, Vizille, la Mure, Corps »)[3] ;
- 76,466 km dans les Hautes-Alpes (via « Saint-Bonnet, Gap, la Saulce, Upaix »)[4] ;
- 50,158 km dans les Basses-Alpes (via « Sisteron, Volone, Malijay, Digne, Barrême, Castellane »[5] ;
- 36,958 km dans le Var (via « La Doire [lieu-dit de Séranon], Grasse »)[6],[Note 1].

### XXesiècle

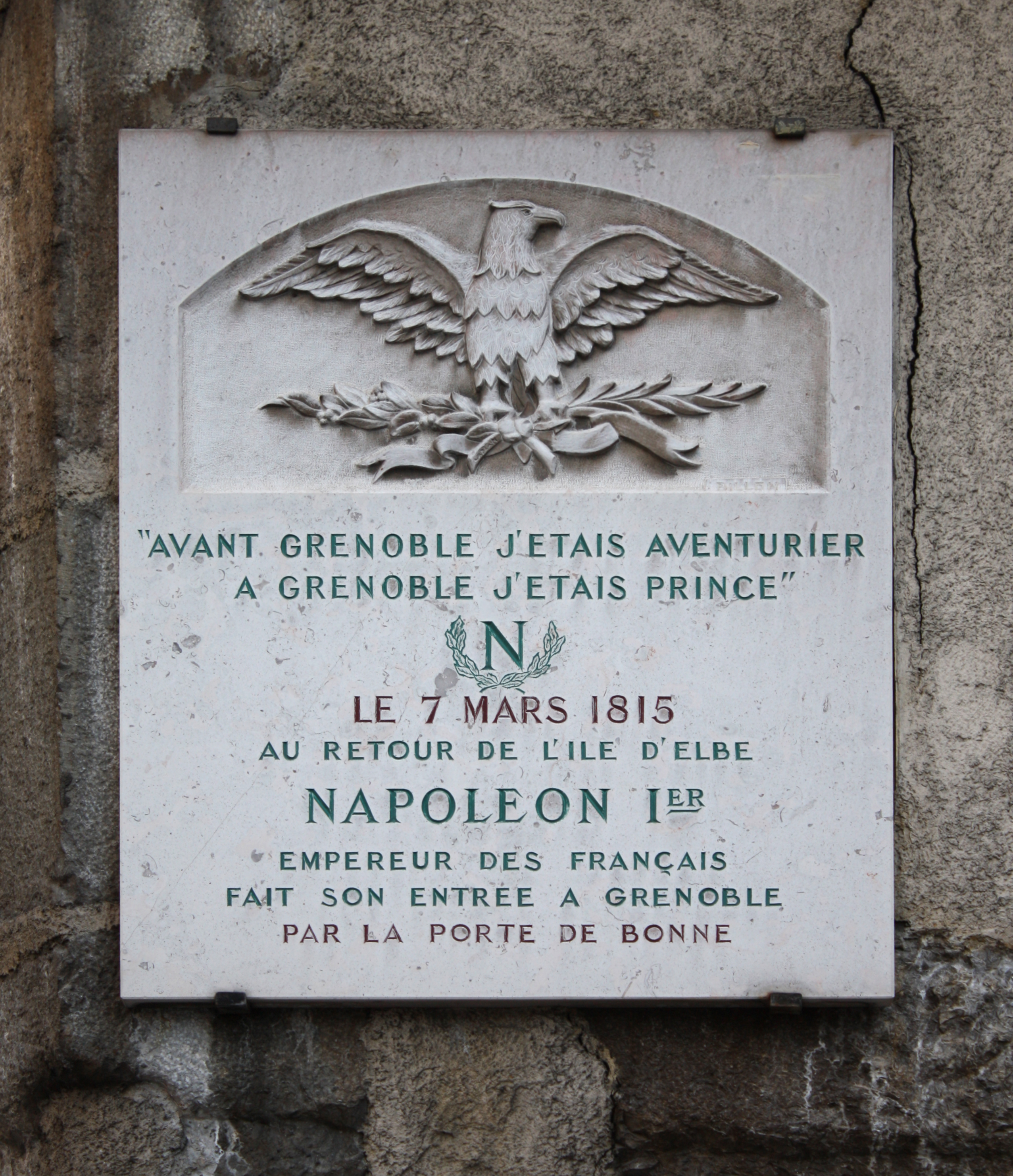
Site de l'ancienne porte de Bonne à Grenoble.

Au XXe siècle, devant le succès de cette route historique, on améliore son tracé, l'écartant parfois du chemin de terre initial suivi par l'empereur. Elle est goudronnée en 1927 et reçoit le nom de route Napoléon en juillet 1932.
Lors de la campagne de Provence (août 1944), la route Napoléon est utilisée comme voie de pénétration par le groupement blindé Task Force Butler, en vue d'encercler la XIXe armée allemande en retraite.
À la fin du XXe siècle, sur le trajet de liaison entre Grasse et Cannes une voie nouvelle au gabarit autoroutier est construite, la pénétrante Cannes-Grasse (D 6185) qui reprend une iconographie inspirée des symboles napoléoniens avec notamment l'abeille déclinée sur plusieurs ouvrages de génie-civil.

### Déclassements et évolution du tracé
Le tracé de la RN 85, de Bourgoin-Jallieu à Cagnes-sur-Mer, existe depuis 1870.
La route nationale 85 a connu deux déclassements.
La première réforme de 1972 entraîne le déclassement de la RN 85 entre Grasse et Cagnes-sur-Mer. Ce tronçon devient la RD 2085. La RN 85 change d'itinéraire et se dirige vers Cannes en reprenant la RN 567.
À la suite de la construction d'une nouvelle voie dite « pénétrante », principalement sur le territoire de la commune de Digne-les-Bains, la section comprise entre le rond-point d'accès à la zone d'activité Saint-Christophe et le centre-ville est déclassée sur plusieurs kilomètres et transférée aux collectivités locales. 
La deuxième réforme de 2005 réduit significativement la longueur de cette route. En effet, le décret no 2005-1499 du 5 décembre 2005 ne conserve que la section située « entre l'autoroute A 480 à Pont-de-Claix et l'autoroute A 51 à La Saulce » au titre de la liaison entre Grenoble et Marseille via Aix-en-Provence, la desserte de Digne entre Aubignosc et Digne puis « la liaison avec la vallée du Var […] entre Digne et la route nationale 202 à Barrême ».
Par conséquent, les autres sections sont déclassées en routes départementales et leur gestion confiée aux conseils généraux :

Abeilles napoléoniennes sur un ouvrage à l'entrée de la pénétrante Cannes-Grasse en direction de Grasse.

- D 1085 de Bourgoin-Jallieu à Grenoble et de La Saulce, au droit de la fin provisoire de l'A51, à la limite des départements des Hautes-Alpes et des Alpes-de-Haute-Provence ;
- D 4085 de cette même limite départementale à Aubignosc via Sisteron et de Barrême à la limite des départements des Alpes-de-Haute-Provence et des Alpes-Maritimes, via Castellane ;
- D 6085 dans les Alpes-Maritimes[Note 2].

Si l'A51 entre Grenoble et Gap et l'A585, de Château-Arnoux-Saint-Auban à Digne-les-Bains étaient mises en service, la RN 85 serait déclassée.
La loi no 2022-217 du 21 février 2022 (loi 3DS) prévoit le transfert des routes nationales aux collectivités volontaires. La section de la route nationale 85 comprise entre la limite du département des Hautes-Alpes (à Corps) et Laffrey (limite avec Grenoble-Alpes Métropole) est transférée au département de l'Isère le 1er avril 2024 et est devenue la D 1085.

### Aménagements réalisés
La route nationale 85 a connu plusieurs aménagements :
- la liaison entre le Pont-de-Claix et l'autoroute A480, en voie express[Quand ?], avec reversement de l'ancien tracé au département de l'Isère sous le numéro RD 1085A ;
- au droit de la rampe de Laffrey :
  - un aménagement sur place a été réalisé par création de créneaux de dépassement, au titre de l'aménagement de la section Vizille – La Mure, à la fin des années 1990[11],
  - à la suite de l'accident survenu le 22 juillet 2007, un système de contrôle d'accès pour les véhicules de plus de 2,60 m de hauteur a été instauré. Les poids-lourds et véhicules de transport en commun de plus de 7,5 tonnes doivent refouler et regagner la route départementale 529 à partir de La Mure[12] ;
- la déviation de Pierre-Châtel[Quand ?]. L'ancien tracé est devenu la RD 1085E ;
- la déviation de La Mure : le département de l'Isère, l'État et la commune ont aménagé une déviation par l'ouest pour un montant de 9,5 millions d'euros. L'emprunt du contournement est possible depuis le 8 juin 2016[13].

À Entrages, entre Digne-les-Bains et Barrême, un tunnel de 170 m a été créé afin de supprimer un obstacle pénalisant pour les poids-lourds en transit ; il a compris également la rectification de la route de part et d'autre du tunnel sur 800 m. Le projet a été déclaré d'utilité publique le 22 décembre 2003 ; la mise en service a eu lieu le 3 juillet 2015. La réalisation coûte 12,6 millions d'euros, financée à parts égales entre l'État et la région PACA.

### Projets

#### Contournement de Gap
Il existe un projet consistant à dévier l'agglomération de Gap par l'ouest et le nord, reliant la RN 85 au sud et la RN 94 à l'est. Il a pour objectifs, outre de dévier le trafic de transit, d'améliorer la sécurité dans le centre-ville et de mieux desservir les quartiers périphériques et des zones d'activités de Gap. Le premier avant-projet géométrique date de 1976 et les emprises nécessaires au plan d'occupation des sols de la commune ont été inscrites en 1977.
Trois sections seront réalisées :
- une section entre les routes de Marseille (RN 85) et de Veynes (RD 994) : 28,9 millions d'euros (2005)[18] ;
- une section dite « de Charance », entre les routes de Veynes (RD 994) et de Grenoble (RN 85), d'un coût de 43 millions d'euros pour 3 km[18] ;
- une section entre les routes de Grenoble (RN 85) et de Briançon (RN 94) : 34,4 millions d'euros (2005)[18].

Cette déviation, longue de 9 km, comprend 14 ouvrages d'art (dont un passage sous la voie ferrée et deux franchissant les torrents de Bonne et du Buzon). Elle sera à double voie avec accotements et prendra en compte les modes doux ; sa vitesse sera limitée à 70 km/h ; elle aura une fonction de boulevard urbain, option retenue en novembre 2002. Ce contournement est inscrit au programme de modernisation des itinéraires (PDMI) 2009-2014 pour un montant de 35,8 millions d'euros, part de plus de 106 millions d'euros financé à un tiers par l'État, un tiers par la Région PACA, 1/6 par le conseil départemental des Hautes-Alpes et 1/6 par la ville de Gap.
La section centrale comprend le franchissement du viaduc de Bonne, construit entre 2016 et 2018, ainsi que l'aménagement des giratoires du Sénateur (croisement avec les routes départementales 994 et 291), de Charance (croisement avec une voie communale), des Aurouzes (voie communale) et de Varsie, et est doublée par une voie verte. Elle est ouverte à la circulation depuis le 27 juillet 2021, à l'exception du tronçon reliant le rond-point des Aurouzes (desservant la polyclinique des Alpes du Sud) et le rond-point de Varsie (RN 85), à la suite d'un glissement de terrain survenu sur le site du viaduc de Bonne en 2018.
La section sud devrait ouvrir à la circulation en 2024, soit par construction d'un axe en tracé neuf (pour 39 millions d'euros), soit en réaménageant la route des Eyssagnières (RD 291) sur place (pour 21 millions d'euros, mais la ville de Gap invoque des « problèmes fonctionnels et techniques »), soit en réuilisant partiellement la RD 291 en contournant la zone d'activité et le raccordement à l'entrée sud de la ville par la RN 85 (pour 27 millions d'euros).

#### Aménagement à Saint-Théoffrey
Il est prévu d'aménager la route nationale 85 entre Saint-Théoffrey (au droit du lac de Petichet) et Pierre-Châtel. Le projet, qui avait été déclaré d'utilité publique en 2004, prévoyait des aménagements au droit du hameau et du lac de Petichet et un créneau de dépassement à Pierre-Châtel. Celui-ci a été abandonné (contraintes de dépassement et environnementales) au profit d'un aménagement sur place.
Pour les automobilistes, cette section présente un profil vallonné, compromettant leur dépassement, un linéaire entraînant « une augmentation de [leur] vitesse » ; les carrefours sont peu visibles ; il n'existe pas d'aménagement cyclable ni d'aménagements d'arrêt d'autocars.
Le projet, d'un coût de 3,8 millions d'euros, est financé intégralement par l'État. Les travaux devraient commencer en 2018 pour une mise en service en 2020.

#### Aménagement entre Malijai et Digne-les-Bains
Il est également prévu d'aménager la route nationale 85 entre Malijai (giratoire avec la RD 4) et Digne-les-Bains (giratoire du Rocher Coupé) afin d'améliorer la desserte de la ville préfecture des Alpes-de-Haute-Provence. Le projet comprend des créneaux de dépassement et des sécurisations de carrefours (transformés pour la plupart en giratoires). Il remplace le projet d'autoroute A585, non retenu par le schéma national d'infrastructures de transport de 2007. Le projet est déclaré d'utilité publique le 5 septembre 2018.

## Tracé

### Caractéristiques
Entre Vizille et Laffrey, la route emprunte la rampe de Laffrey qui présente une très forte déclivité (les panneaux indiquant 12 % dans le sens de la descente à la sortie de Laffrey), avec un dénivelé de plus de 650 mètres ; la vitesse est limitée à 70 km/h (40 km/h pour les poids lourds autorisés) par arrêté préfectoral du 23 juin 2004,. Deux arrêtés préfectoraux de 1975 et 1979 réglementent l'accès à la descente, notamment pour la desserte locale du plateau matheysin ou pour certains services scolaires.

### De Bourgoin-Jallieu à Grenoble (déclassé)
- Bourgoin-Jallieu (km 0)
- Nivolas-Vermelle
- Les Éparres (km 9)
- Badinières, commune d'Eclose-Badinières
- Eclose, commune d'Eclose-Badinières
- Champier
- Mottier
- La Frette (km 25)
- Beaucroissant
- Rives (km 37)
- Charnècles
- Moirans
- Voreppe

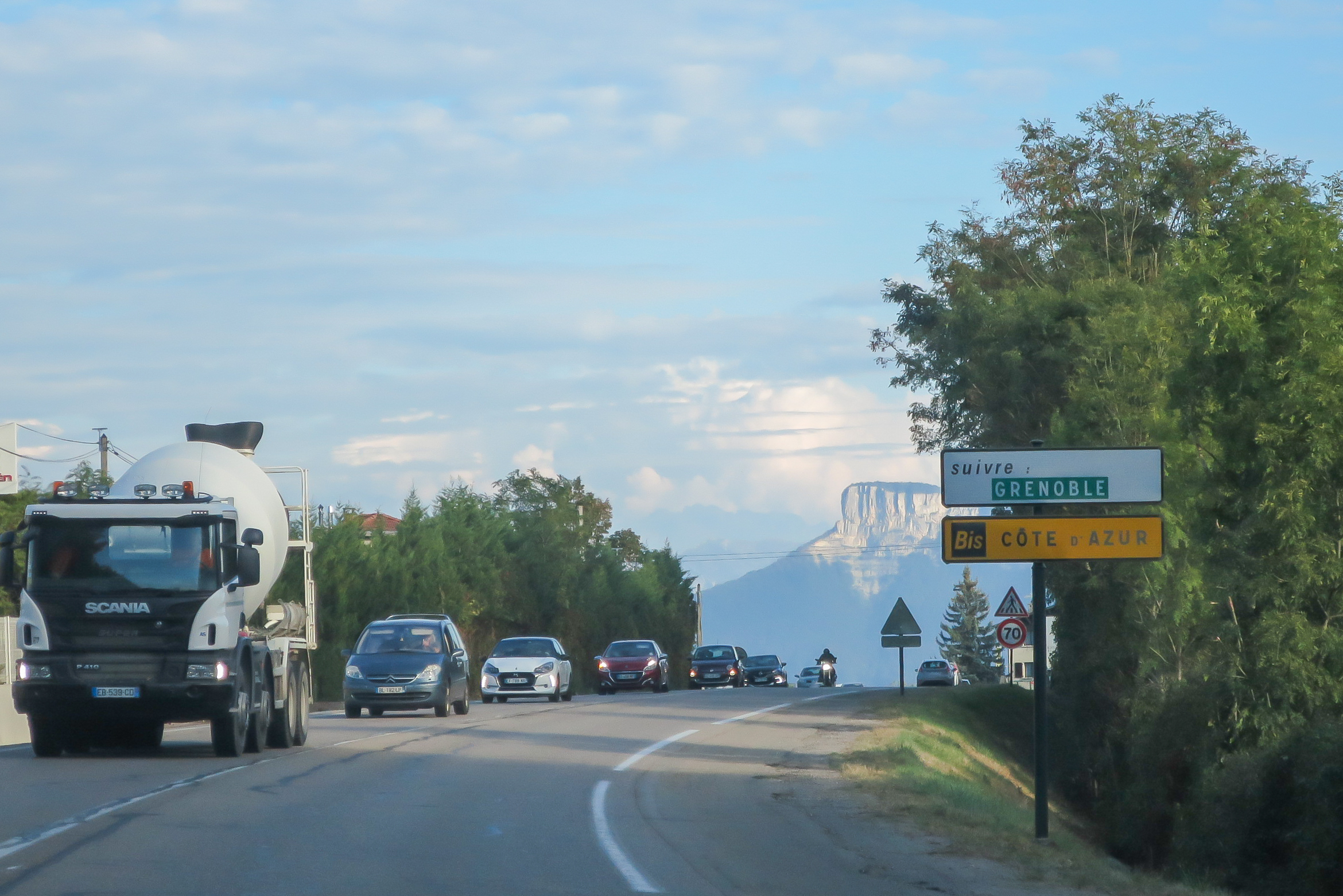
La RN 85 à Beaucroissant

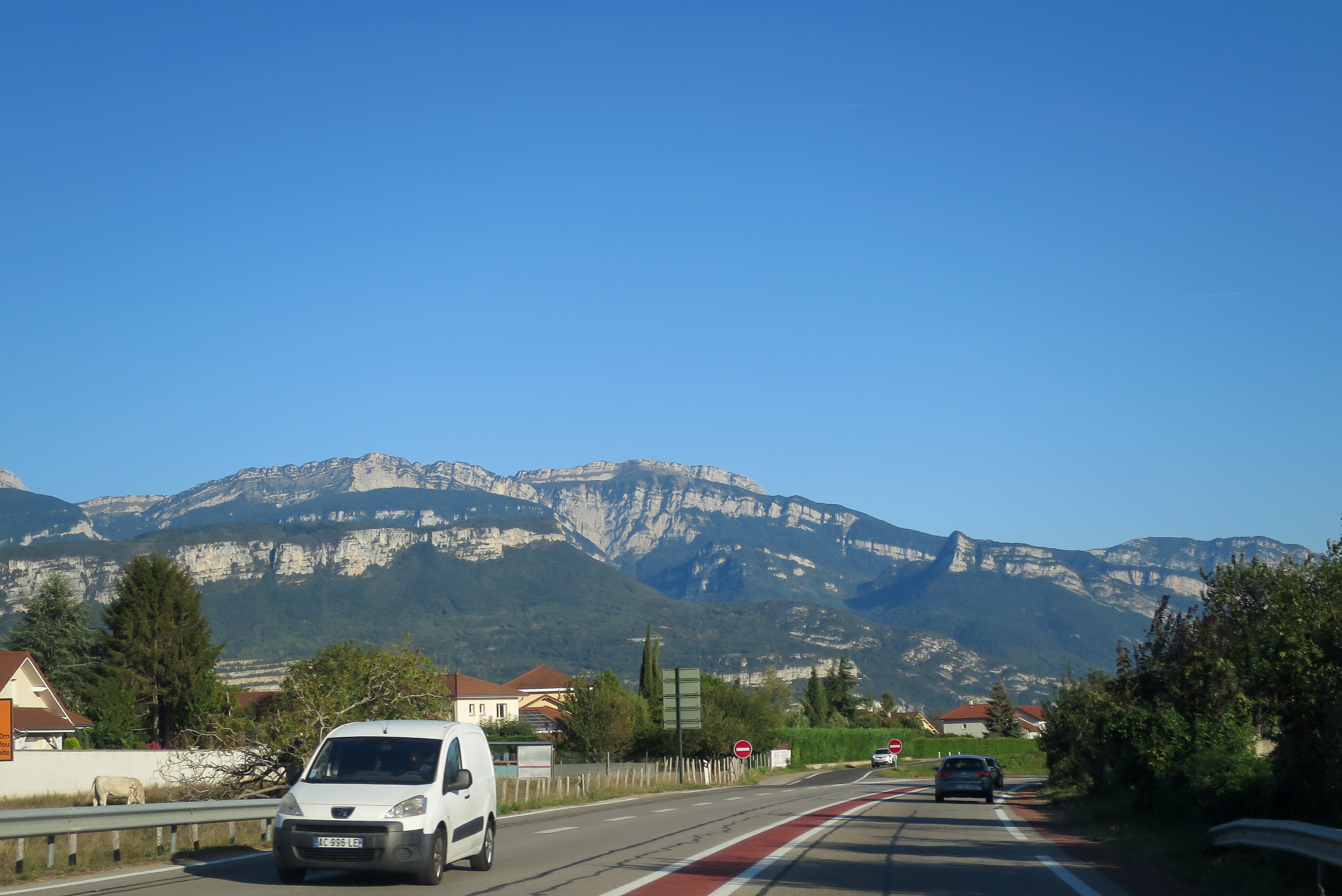
La RN 85 à Voreppe

La RN 85 faisait tronc commun avec la RN 75 jusqu'à Grenoble (km 65), point d'arrivée de la route Napoléon.

### Route Napoléon

#### De Grenoble à Gap (N 85)
- Échangeur entre l'A480 et la RN 85  8 au Pont-de-Claix
- Vizille (km 83)
- Laffrey (km 90)
- Saint-Théoffrey (km 95)
- Pierre-Châtel (km 100)
- La Mure (km 104)
- Le Crozet, commune de Sousville

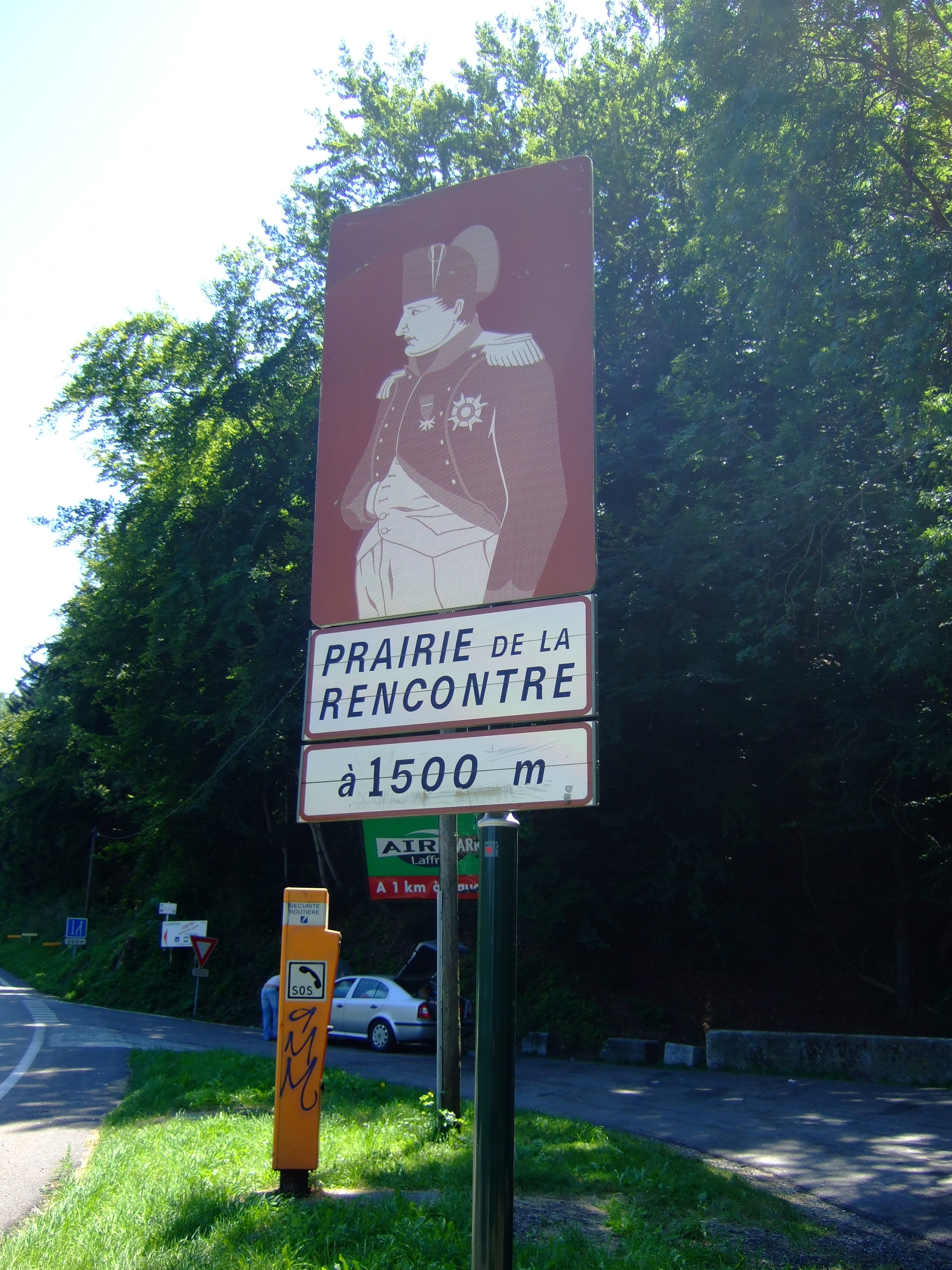
Prairie de la Rencontre.

- Le Pont Haut, commune de Sousville
- Les Terrasses, commune de Saint-Laurent-en-Beaumont
- La Salle-en-Beaumont
- Les Marcoux, commune de La Salle-en-Beaumont
- Les Côtes-de-Corps
- Corps (km 128)
- Le Motty, entre Aspres-lès-Corps et Saint-Firmin
- Saint-Firmin (km 138)
- Chauffayer, commune d'Aubessagne
- La Fare-en-Champsaur (km 152)
- Laye
- Col Bayard
- Gap (km 168)

#### De La Saulce à Barrême (N 85 partiellement déclassée)
- Le Vivas, commune de Vitrolles
- Monêtier-Allemont
- Valenty, commune de Ventavon
- Le Poët
- Sisteron (km 218)
- Peipin
- Aubignosc : à partir de l'échangeur 21 de l'A51, la route retrouve le statut de nationale
- Château-Arnoux-Saint-Auban (km 230)
- L'Escale
- Malijai (km 237)
- Mallemoisson
- Digne-les-Bains (km 256)
- Châteauredon
- Chabrières, commune d'Entrages
- Chaudon-Norante
- Barrême (km 284)

#### De Barrême à Golfe-Juan
- Senez
- Castellane (km 308)
- La Garde
- La Bâtie, commune de Peyroules

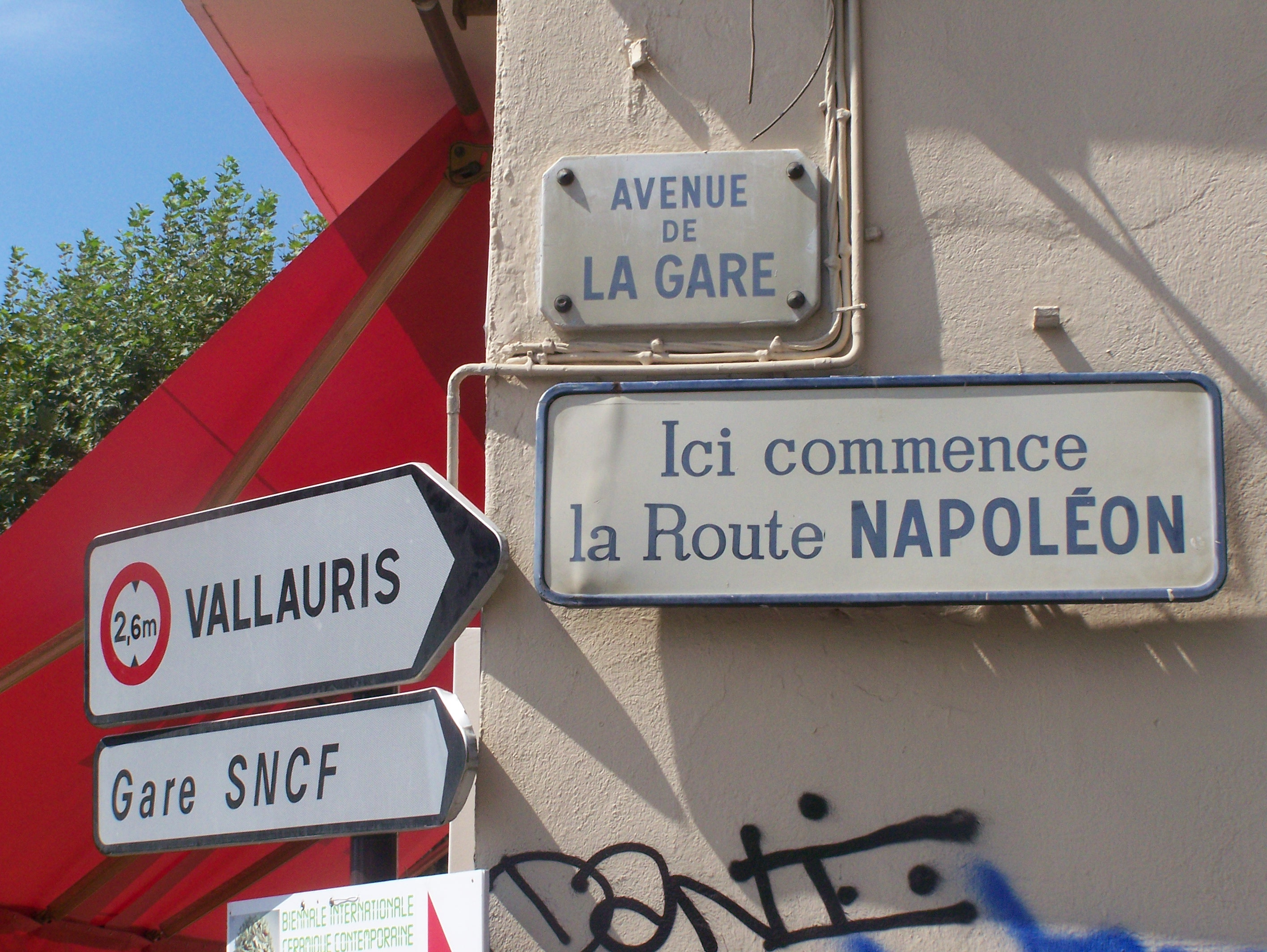
Début historique de la route Napoléon à Golfe-Juan.

- Logis du Pin, commune de La Martre
- Gratemoine, commune de Séranon
- Escragnolles (km 341)
- Saint-Vallier-de-Thiey (km 358)
- Grasse (km 370)
- Mouans-Sartoux (km 377)
- Mougins (km 380)
- Cannes (km 390)

### Hors Route Napoléon

#### De Grasse à Cagnes-sur-Mer (D 2085)
Jusqu'à la réforme de 1972, la RN 85 continuait vers Cagnes-sur-Mer pour rejoindre la RN 7, l'autoroute A8 et Nice. Ce tracé est déclassé D 2085. Les communes traversées étaient :
- Grasse
- Châteauneuf-Grasse
- Le Rouret
- Roquefort-les-Pins
- Villeneuve-Loubet
- Cagnes-sur-Mer

#### Antennes et embranchements
La route nationale 85 possédait un embranchement : la RN 85A, reliant Saint-Firmin à La Chapelle-en-Valgaudémar. Elle a été déclassée en 1972 en RD 985A.

## Trafic

### Chiffres de fréquentation
En 2006, le trafic moyen journalier à Pierre-Châtel, entre Laffrey et La Mure, était de 9 700 véhicules par jour (station de comptage automatique). Les véhicules lourds représentaient une part faible : entre 110 et 200 véhicules par jour, en majorité dans le sens de la montée.

### Lieux sensibles
- Le tronçon entre Vizille et Laffrey, appelé rampe de Laffrey, long de 8 km avec une forte déclivité (jusqu'à 12 %) a été le lieu d'accidents parmi les plus meurtriers de France. À la suite de l'accident d'autocar survenu en juillet 2007, l'accès à la descente a été renforcé et contrôlé[26].
- Traversée de Corps (La Mure est contournée).

## Sites remarquables
- La route départementale 5, dernière ligne droite avant Grenoble
- À Vizille, on aperçoit le musée de la Révolution française, ancien château de Lesdiguières et ancienne résidence de la présidence de la République.
- C'est au bord d'un des lacs de Laffrey que se trouve la « prairie de la Rencontre » où, le 7 mars 1815, au retour de l'île d'Elbe, Napoléon rencontra les troupes royales chargées de l'arrêter. Cet événement est commémoré par une statue équestre de Napoléon.
- À l'arrivée à La Mure, on longe la voie du chemin de fer de la Mure (train touristique à voie étroite).
- Après La Mure, franchissement d'un ravin par un pont bizarrement nommé « Pont haut » ; zone délicate en hiver.
- Avant et après Corps, vues plongeantes sur la vallée du Drac et le lac du Sautet, dominés par le massif de l'Obiou ; descente dangereuse vers le Motty.
- Après le col Bayard, belvédère au-dessus du bassin de Gap ; descente en lacets sur 5 kilomètres.
- À Malijai, un panneau indique : « Napoléon s'y est arrêté ; pourquoi pas vous ? »
- Entre Digne et Castellane, plusieurs passages extrêmement resserrés dans la vallée de l’Asse : les clues de Chabrières et de Taulanne ; jusqu'à Barrême on côtoie, et on croise à quatre reprises, la voie ferrée des Chemins de fer de Provence (ligne Nice - Digne).
- Au Pas de la Faye (col, altitude 981 mètres), magnifique panorama sur le bassin de Grasse.

## Photographies

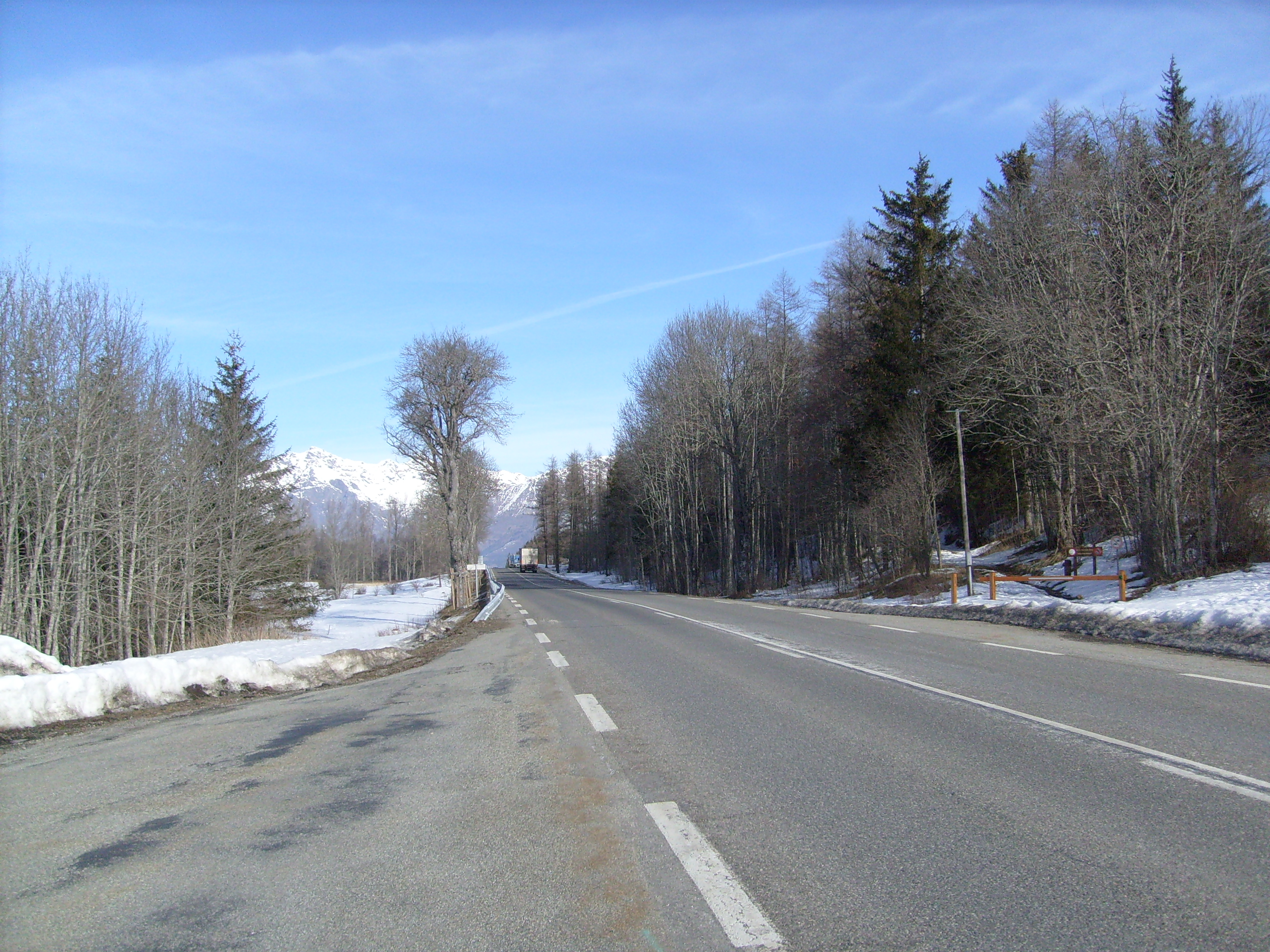
La RN 85 au col Bayard en direction du Champsaur.
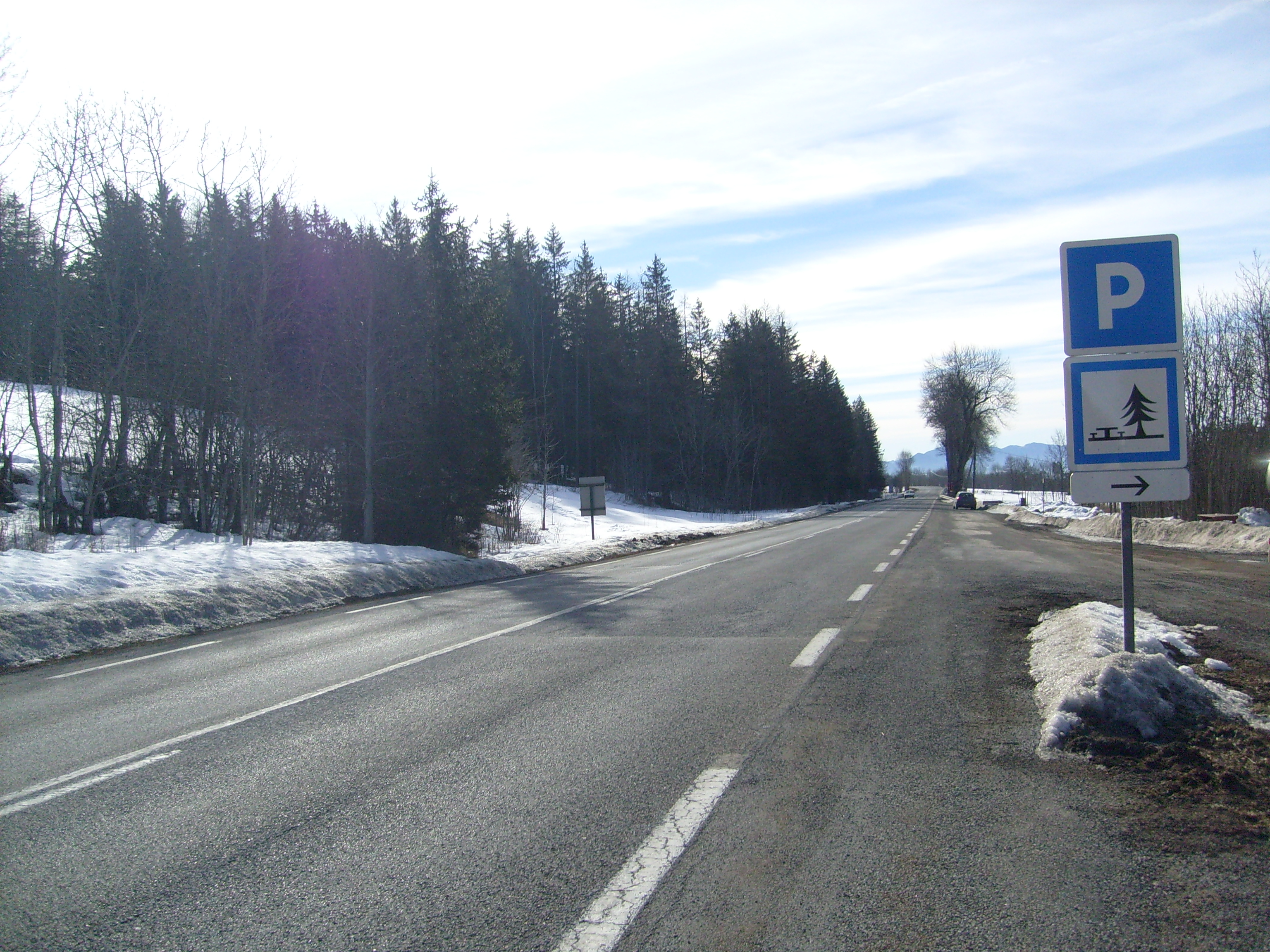
La RN 85 au col Bayard en direction de Gap.
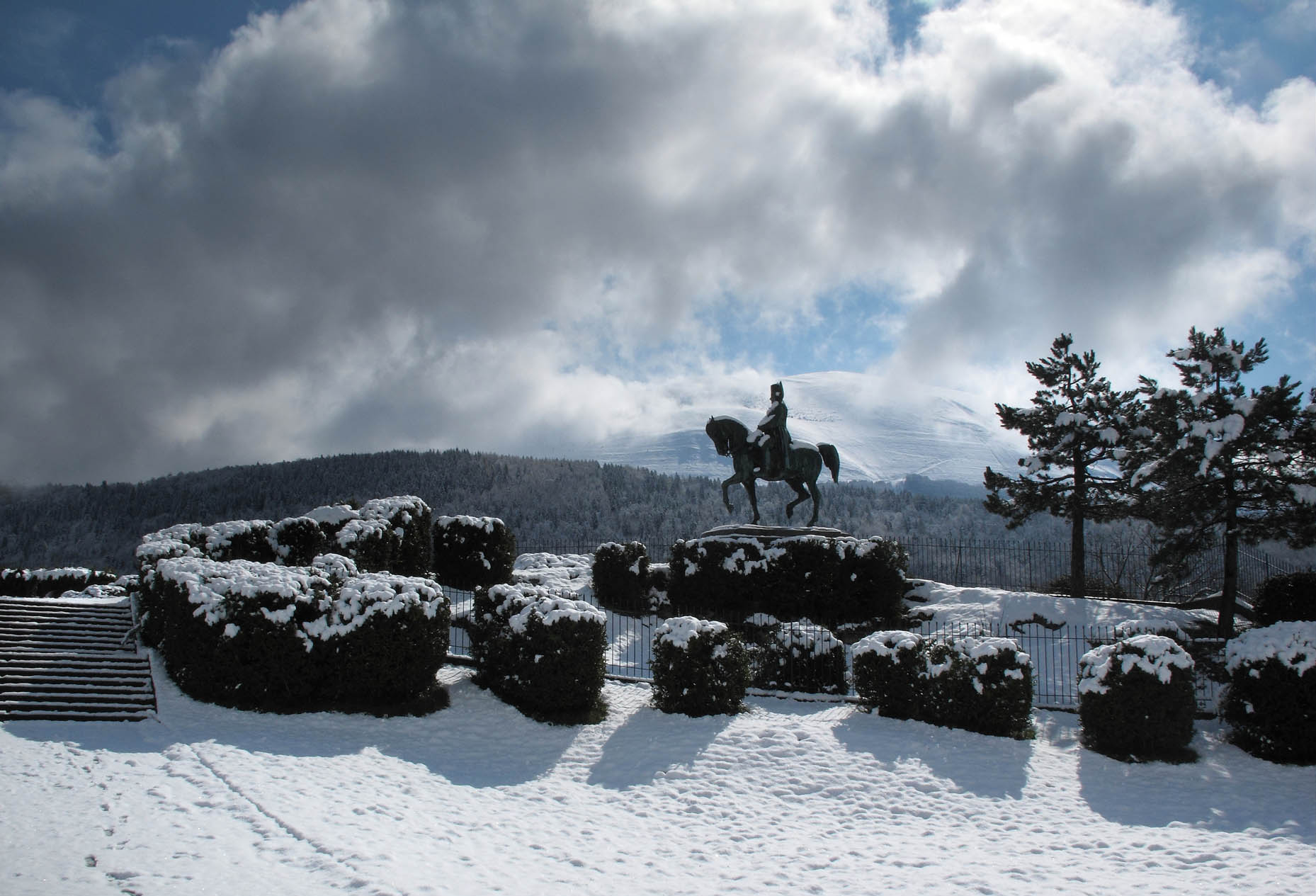
Prairie de la Rencontre.
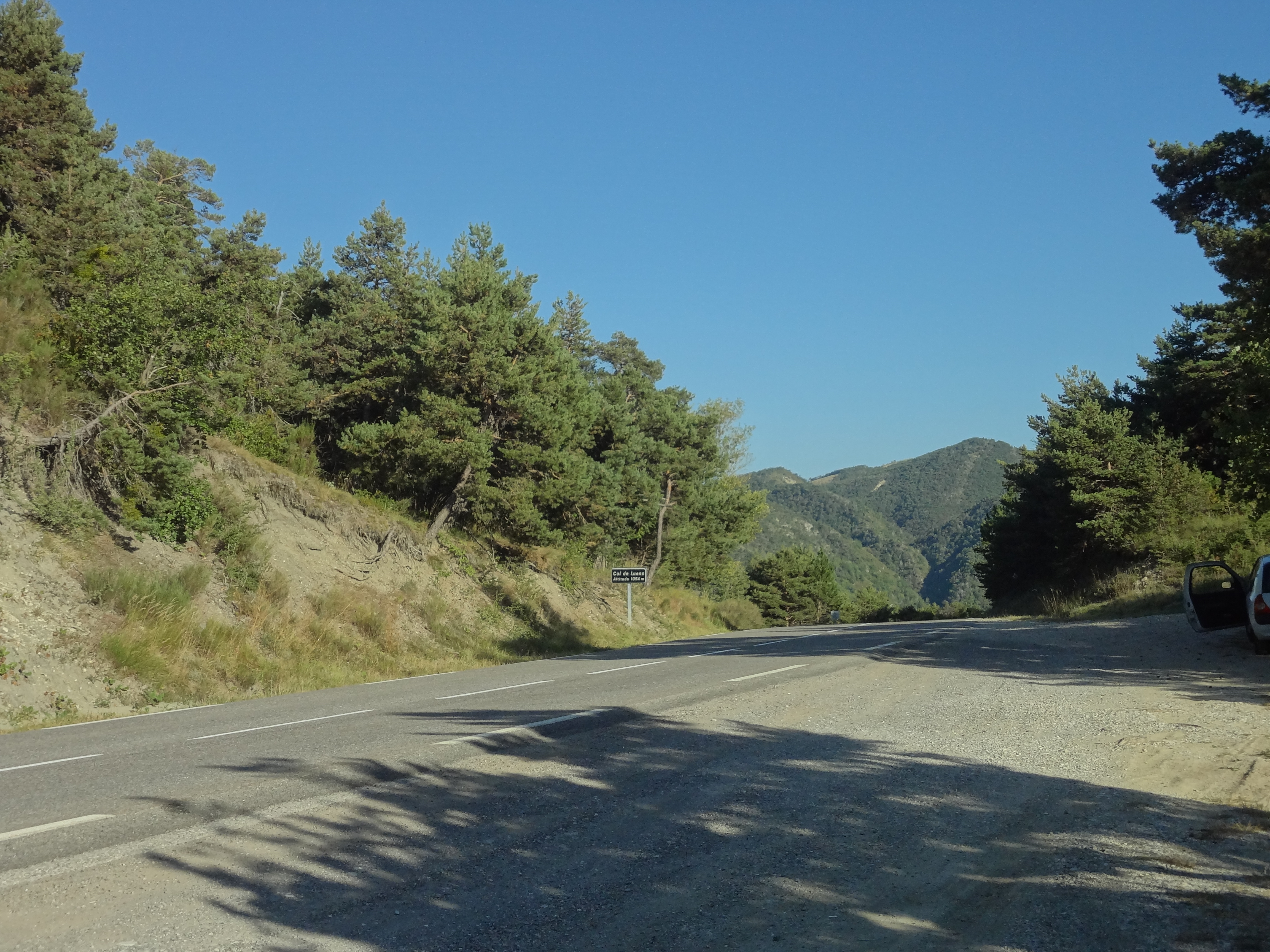
Col de Luens (1 050 m).
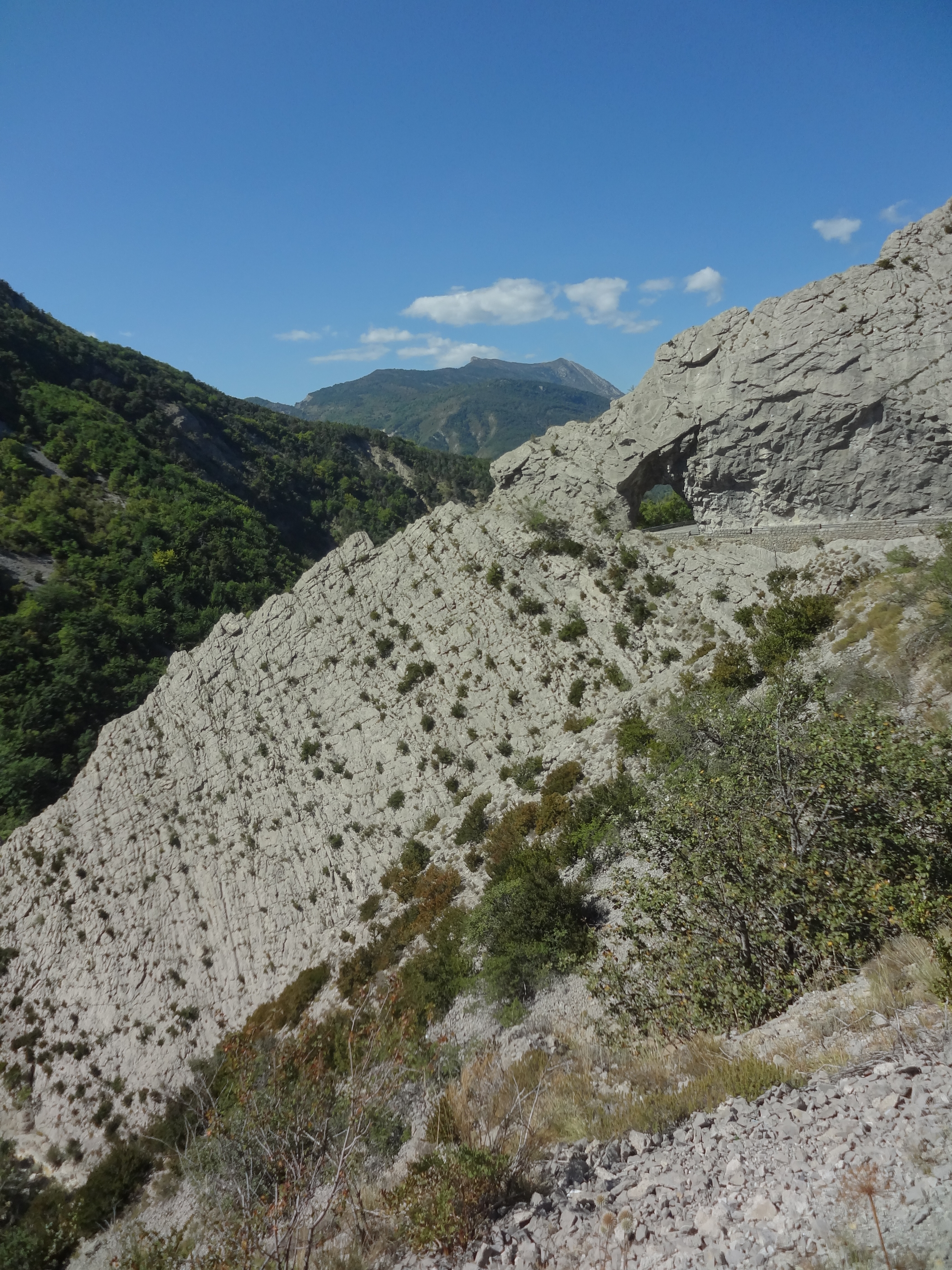
Clue de Taulanne (1 007 m d'altitude).
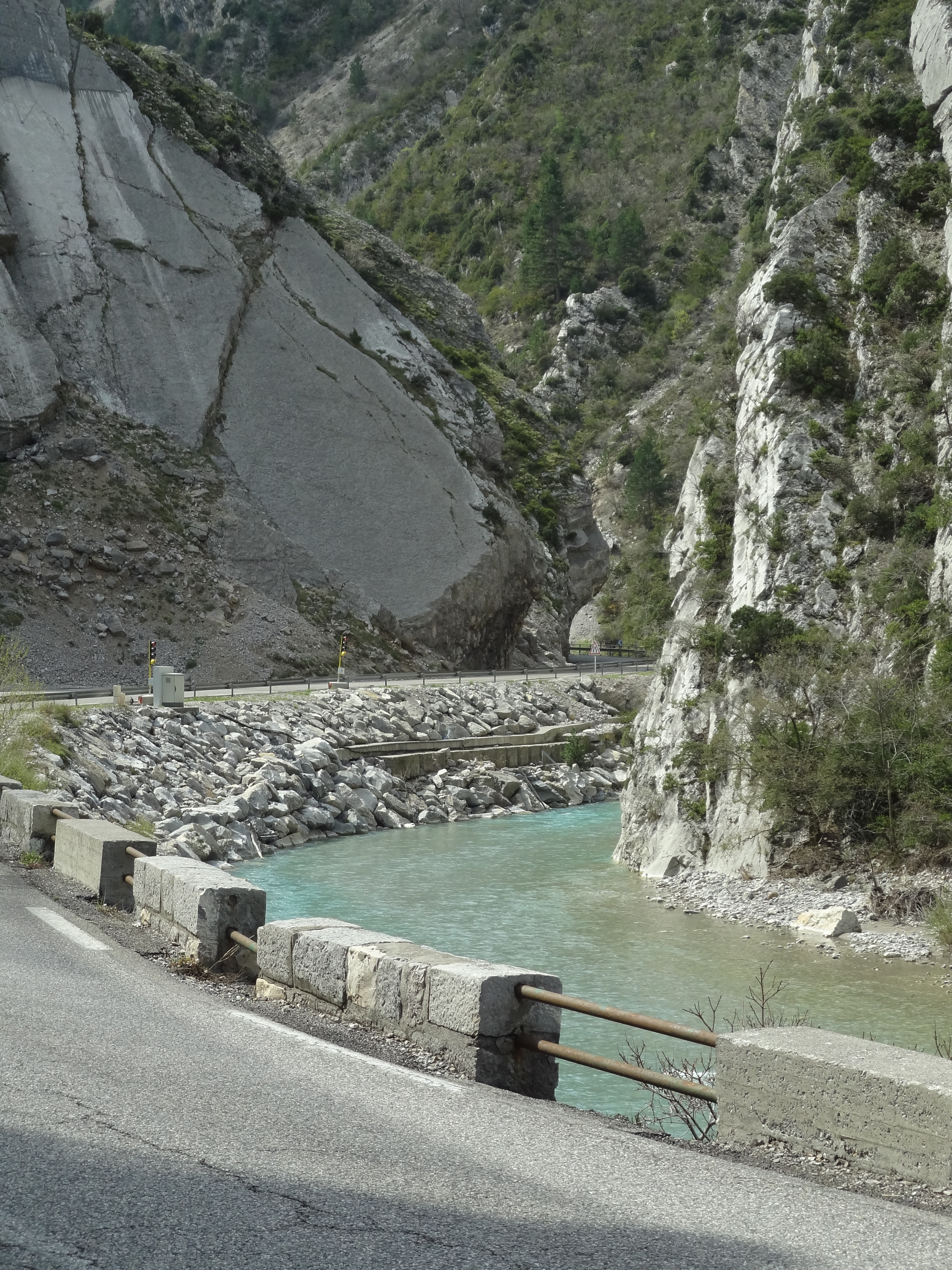
Clue de Chabrières (612 m d'altitude).